# Apoxyómenos

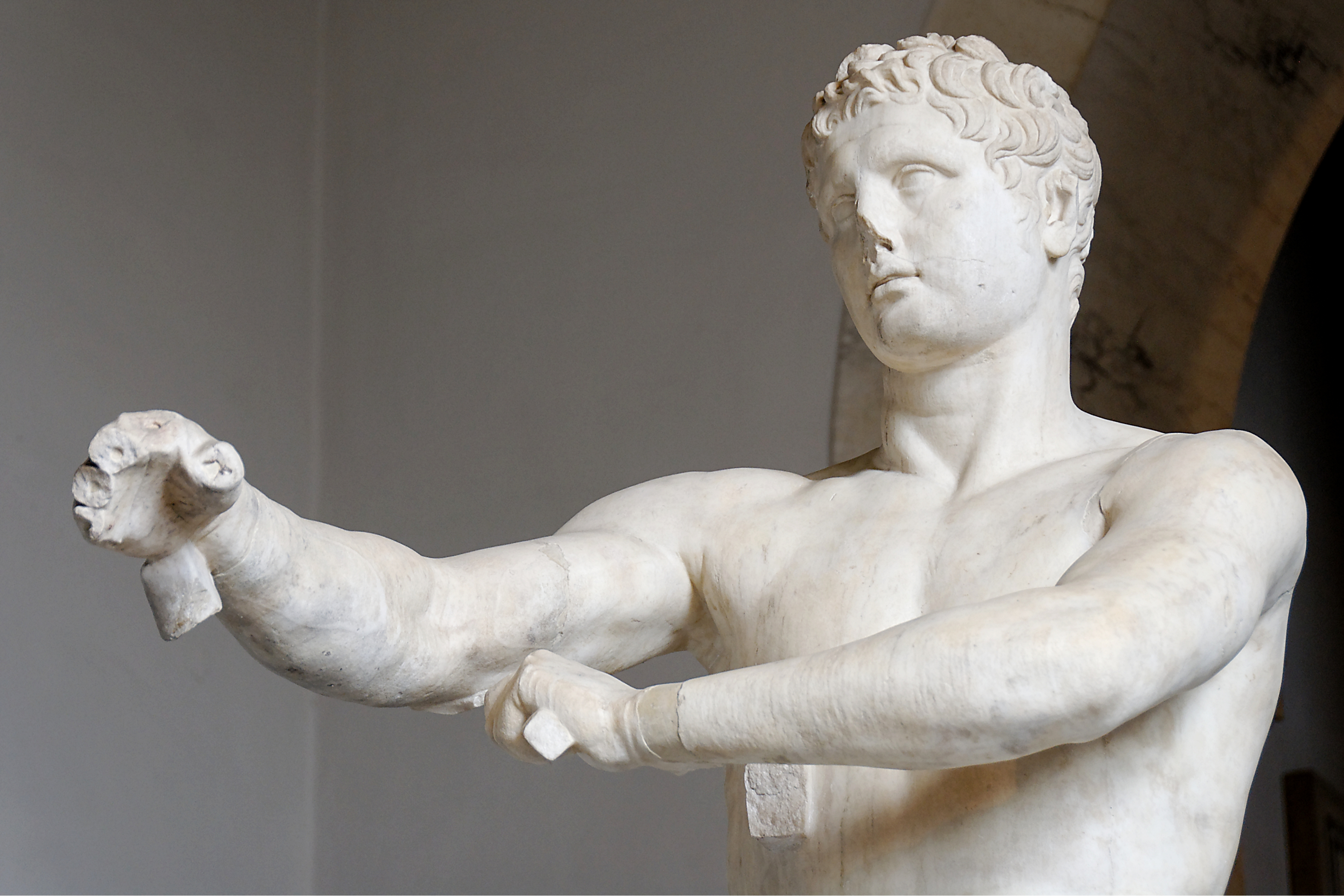
Dettaglio

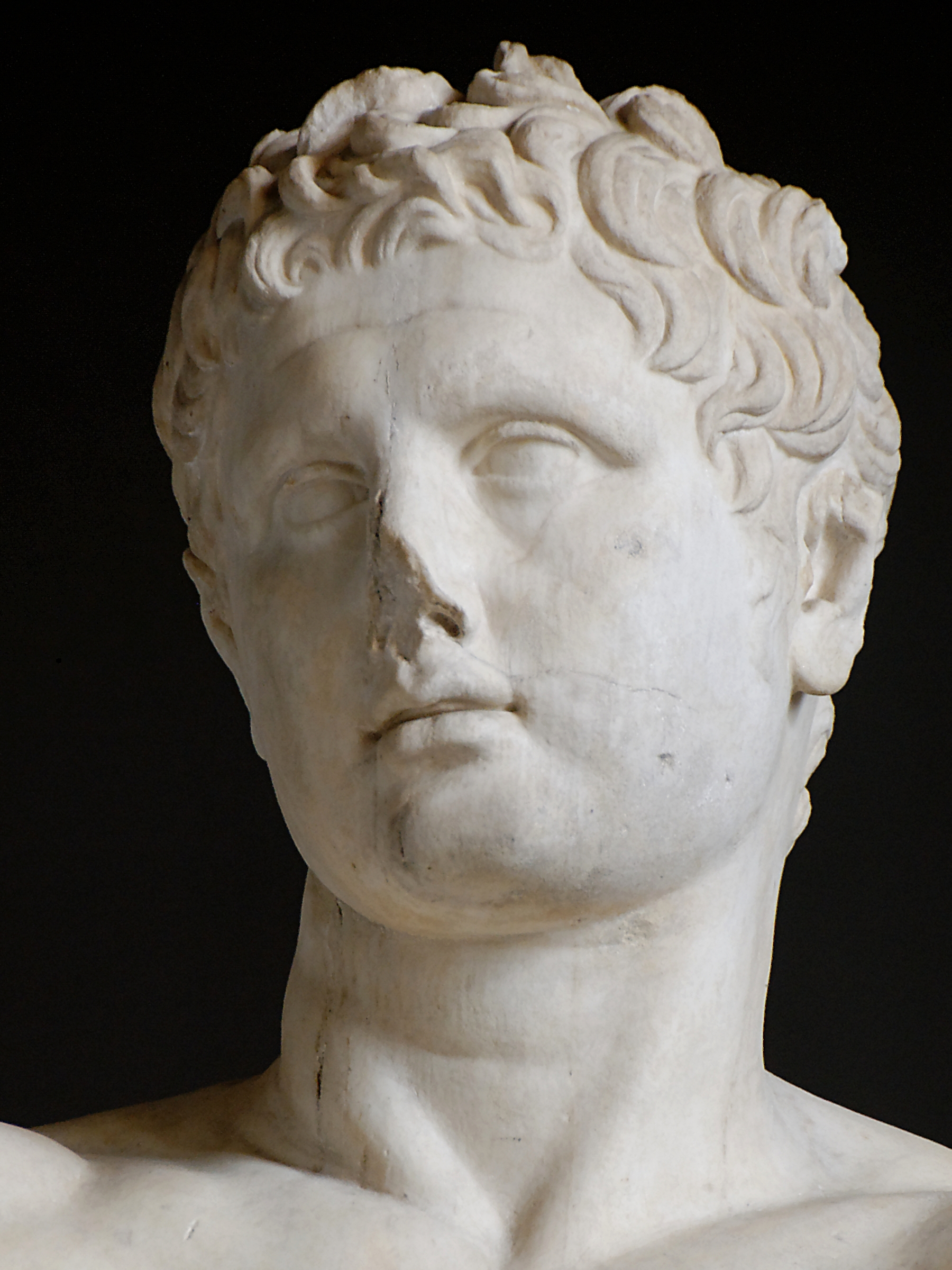
La testa

L'Apoxyómenos (traslitterazione dal participio greco ἀποξυόμενος, "colui che si deterge"), talvolta citato in italiano come Apossiomeno, è una statua bronzea di Lisippo, databile al 330-320 a.C. circa e oggi nota solo da una copia marmorea (marmo pentelico) di età claudia del Museo Pio-Clementino nella Città del Vaticano. Si conoscono inoltre varie copie con varianti.

## Storia
La statua bronzea dell'Apoxyómenos, assieme ad un'altra statua di Lisippo che rappresentava un leone giacente, si trovò, in epoca successiva, ad abbellire e ornare le terme di Agrippa in Roma. Tiberio, affascinato dall'opera, provò a portarla nel suo palazzo sul Palatino, ma dovette poi ricollocarla a posto per le proteste dei Romani.
Una versione marmorea fu rinvenuta nel 1849 nel quartiere romano Trastevere, nel vicolo delle Palme, che da quel ritrovamento, prese poi il nome di "vicolo dell'Atleta". Unitamente alla statua furono ritrovate anche le statue del Toro frammentario e il Cavallo di bronzo.
L'opera venne esposta, quasi subito, nei Musei Vaticani (Città del Vaticano), inizialmente nella camera del Mercurio, nel cortile ottagonale, quindi fu rimossa e spostata al Braccio Nuovo. Nel 1924 fece il percorso a ritroso e ritornò nella Camera dell'Hermes, dove ci fu un nuovo, più accurato restauro effettuato dai Galli. Questi, tra le altre cose, tolse il dado posto dal Tenerani nella mano destra, provvide a rifare lo strigile, effettuò la sostituzione di vari perni esistenti e infine, vi integrò molto accuratamente le dita distese. Nel 1932 la statua trovò la sua collocazione definitiva nella stanza più propriamente detta Gabinetto dell'Apoxyómenos. Nel 1994 la scultura fu oggetto di una profonda e completa opera di pulitura.
La statua fin dal suo ritrovamento ebbe subito una grandissima notorietà mondiale: di essa fu diffuso il calco in gesso, in numerose copie e in varie parti d'Europa. Una copia del calco, venne richiesta anche dallo scultore Shakespeare Wood, al quale venne donata, per essere poi collocata nell'Accademia di Belle Arti di Madras. In tale occasione e per tale finalità fu realizzata una copia cosiddetta "forma buona", vale a dire, una particolare matrice in gesso; di questa operazione, rimasero visibili le tracce fino a quando fu effettuato l'ultimo restauro.
Una variante del tipo dell'Apoxyómenos è il cosiddetto Atleta di Lussino, un originale bronzeo trovato nel 1996. Una più simile a quest'ultima, ma con le braccia reggenti un vaso si trova nella galleria degli Uffizi.

## Descrizione
L'Apoxyómenos raffigura un giovane atleta nell'atto di detergersi il corpo con un raschietto di metallo, che i Greci chiamavano ξύστρα e i Romani strigilis, in italiano striglia. Era uno strumento dell'epoca, di metallo, ferro o bronzo, che era usato solo dagli uomini e, principalmente, dagli atleti per pulirsi dalla polvere, dal sudore e dall'olio in eccesso che veniva spalmato sulla pelle prima delle gare di lotta. L'atleta è quindi raffigurato in un momento successivo alla competizione, in un atto che accomuna vincitore e vinto.
La versione dei Musei Vaticani si presume sia stata eseguita in un'officina romana di buona qualità, pure se, ad una più attenta analisi, resta qualche piccola imperfezione e decadimento di livello; ne è un particolare esempio la resa della zona interna del braccio sinistro. La statua risulta nella sua totalità sostanzialmente completa e tuttora in condizioni molto buone.
Piccoli particolari rovinati si possono riscontrare nella punta del naso, mancante, diverse scheggiature relative all'orecchio sinistro, ai capelli, a una delle mascelle e anche allo zigomo sinistro. Esistono due fratture sul braccio destro; una è situata alla metà circa del bicipite e una seconda sopra il polso. Il braccio sinistro riporta una frattura alla spalla, dove si possono anche notare piccole perdite di materiale e una seconda frattura al polso.
Su una vasta zona dell'avambraccio destro sono evidenti le tracce di leggere corrosioni e di un'antica azione del fuoco. In una delle mani mancano tutte le dita e si notano fori di perni che risalgono ad un precedente restauro.
Mancano anche il pene e una parte dei genitali nella zona inferiore. La gamba sinistra rivela una frattura sotto l'anca. La gamba destra rivela due fratture; sotto la caviglia e sotto il ginocchio.

## Stile
Col gesto di portare in avanti le braccia (tesa la destra e piegata la sinistra), la figura segnò una rottura definitiva con la tradizionale frontalità dell'arte greca: le statue precedenti avevano infatti il punto di vista ottimale davanti (un retaggio delle collocazioni dei simulacri nelle celle dei templi), mentre in questo caso per godere appieno del soggetto si deve girargli intorno. Con tale innovazione l'opera è considerata la prima scultura pienamente a tutto tondo dell'arte greca.
La figura si muove ormai nello spazio con una grande naturalezza, con una posizione a contrapposto che deriva dal Doriforo di Policleto; in questo caso però entrambe le gambe sostengono l'atleta e la sua figura è leggermente inarcata verso la sua sinistra, seguendo quel gusto per la dinamica e l'instabilità maturato da Skopas qualche anno prima. Esso si protende nello spazio con audacia, col peso caricato sulla gamba sinistra (aiutata da un sostegno a forma di tronco d'albero) e con una lieve torsione del busto, che spezza irrimediabilmente la razionalità del chiasmo policleteo, cosicché i pesi non sono più distribuiti con simmetria sull'asse mediano. Il corpo dell'opera è percorso da una linea di forza ondulata e sinuosa, che dà l'impressione allo spettatore che l'opera possa in qualche modo andargli incontro.
Il corpo è snello, con una testa più piccola del tradizionale 1/8 dell'altezza del canone di Policleto, in modo da assecondare un'innovativa visione prospettica, che tiene conto del punto di vista dello spettatore piuttosto che della reale antropometria della figura. Scrisse a tale proposito Plinio che Lisippo «soleva dire comunemente che essi [gli scultori a lui precedenti] riproducevano gli uomini come erano, ed egli invece come all'occhio appaiono essere» (Naturalis Historia, XXXIV, 65.).